# نادي أولمبيك مراكش
أولمبيك مراكش أو نادي عند علي سابقا هو نادٍ رياضي مغربي من مدينة مراكش.   يمارس في دوري الدرجة الثانية المغربي، تأسس النادي سنة 2001 من طرف أحد أثرياء مدينة مراكش وهو السيد  علي بلفلاح  صاحب سلسلة فنادق ومطاعم  عند علي . يحمل النادي نفس اسم المحلات السياحية الفاخرة. تسلق النادي منذ نشأته الدرجات وصعد في كل سنة إلى القسم الموالي بإتجاه الدوري المغربي الممتاز وكان على وشك الصعود إلى الدرجة الثانية موسم 2007 لولا هزيمته أمام نادي الاتحاد البيضاوي بهدف لصفر في مباراة السد للصعود. موسم 2008 عرف صعود النادي لأول مرة منذ نشأته للقسم الثاني من البطولة المغربية، هذه الخطوة الكبيرة في مسار الفريق جعلت المسؤولين عنه يفكرون في تغيير اسم النادي لكسب قاعدة جماهيرية أكبر خصوصا أنه أصبح قريبا من قسم الأضواء والذي يضم فريق مراكش الأول نادي الكوكب المراكشي.

## تغيير اسم النادي
موسم 2008 وبعد طول انتظار غير مسؤولو فريق عند علي اسم الفريق إلى  الأولمبيك المراكشي  والذي يتماشى مع قانون الأنظمة بالمجموعة الوطنية المغربية، حيث لا يجب أن يحمل الفريق اسما تجاريا، وبما أن عند علي هو منتجع سياحي فذلك يخالف القوانين المتبعة خاصة وأن الفريق هو حديث الصعود بالقسم الثاني.

شعار سلسلة مطاعم وفنادق عند علي الذي أستمد منه شعار النادي
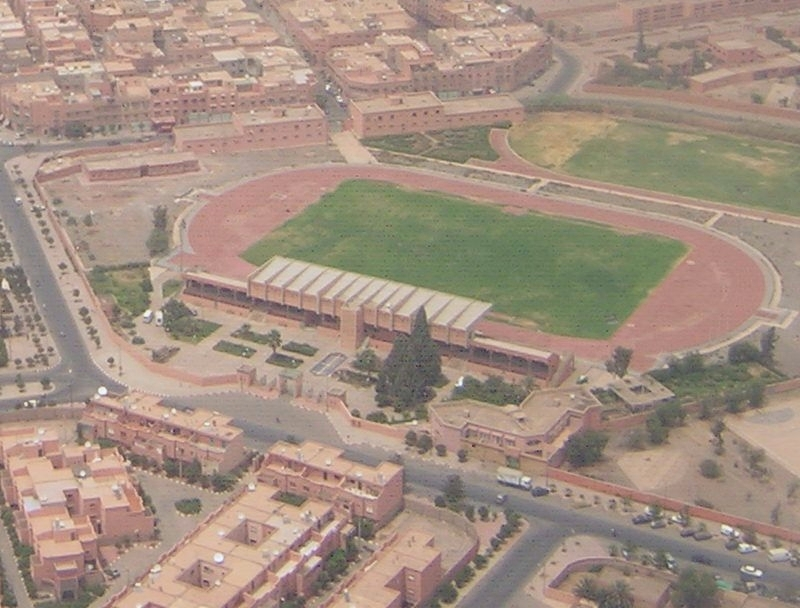
ملعب مولاي يوسف الذي كان معقل الفريق، قبل الانتقال لملعب الحارثي.

## وصلات خارجية
- (بالفرنسية) الموقع الرسمي لنادي الأولمبيك المراكشي

قالب:البطولة المغربية ـ القسم الممتاز